# Nikita Zajtsev
Nikita Igorevitj Zajtsev (ryska: Никита Игоревич Зайцев), född 29 oktober 1991 i Moskva, är en rysk professionell ishockeyback som spelar för Chicago Blackhawks i NHL.
Han har tidigare spelat för Toronto Maple Leafs och Ottawa Senators i NHL; HK Sibir Novosibirsk och HK CSKA Moskva i KHL; Belleville Senators i AHL; Zauralje Kurgan i VHL samt Sibirskie Snajpery i MHL.

## Klubblagskarriär

### KHL
Nikita Zajtsev började sin karriär som hockeyspelare i sin hemstad i juniorlaget Krylja Sovetov, där han spelade fram till 2009. 
I KHL:s draft 2009 blev Zajtsev vald i den första rundan som totalt fjärde spelare av HK Sibir Novosibirsk, där han under säsongen 2009/2010 debuterade i KHL. Hans rookieår gav en assist på 40 matcher.
Under säsongen 2012–2013 uppnådde Zajtsev sitt genombrott i KHL när han samlat in sammanlagt 18 poäng under säsongen och därmed ökade intresset från andra klubbar. Den 1 maj 2013 blev han bytt mot Igor Oschiganow och Dmitri Kugryschew till HK CSKA Moskva. 

### NHL

#### Toronto Maple Leafs
Den 2 maj 2016 skrev han på ett ettårigt entry level-kontrakt med Toronto Maple Leafs.

#### Ottawa Senators
Han tradades den 1 juli 2019, tillsammans med Connor Brown och Michael Carcone, till Ottawa Senators i utbyte mot Cody Ceci, Ben Harpur, Aaron Luchuk och ett val i tredje rundan i NHL-draften 2020.

## Landslagskarriär
Nikita Zajtsev spelade i U18-VM i ishockey 2009 och JVM 2001. Zajtsev har spelat i VM 2013 för ryska landslaget.

## Statistik
| 2008–2009  | MHC Krylja Sovetov  | VL         | 8   | 0  | 0  | 0   | 0   | 3  | 0 | 0  | 0  | 2  |
|            | MHK Krylja Sovetov  |            | 23  | 5  | 12 | 17  | 24  | —  | — | —  | —  | —  |
| 2009–2010  | Sibir Novosibirsk   | KHL        | 40  | 0  | 1  | 1   | 6   | —  | — | —  | —  | —  |
|            | Sibirskie Snajpery  | MHL        | 4   | 0  | 1  | 1   | 2   | —  | — | —  | —  | —  |
| 2010–2011  | Sibir Novosibirsk   | KHL        | 39  | 0  | 2  | 2   | 12  | 4  | 0 | 0  | 0  | 2  |
|            | Sibirskie Snajpery  | MHL        | 4   | 1  | 2  | 3   | 0   | —  | — | —  | —  | —  |
|            | Zauralie Kurgan     | VHL        | —   | —  | —  | —   | —   | 4  | 0 | 2  | 2  | 4  |
| 2011–2012  | Sibir Novosibirsk   | KHL        | 53  | 1  | 3  | 4   | 28  | —  | — | —  | —  | —  |
|            | Sibirskie Snajpery  | MHL        | 4   | 4  | 0  | 4   | 0   | 1  | 0 | 0  | 0  | 10 |
| 2012–2013  | Sibir Novosibirsk   | KHL        | 49  | 7  | 11 | 18  | 41  | 7  | 1 | 0  | 1  | 8  |
| 2013–2014  | HK CSKA Moskva      | KHL        | 33  | 4  | 8  | 12  | 18  | 4  | 1 | 1  | 2  | 27 |
| 2014–2015  | HK CSKA Moskva      | KHL        | 57  | 12 | 20 | 32  | 31  | 16 | 1 | 7  | 8  | 2  |
| 2015–2016  | HK CSKA Moskva      | KHL        | 46  | 8  | 18 | 26  | 20  | 20 | 4 | 9  | 13 | 10 |
| 2016–2017  | Toronto Maple Leafs | NHL        | 82  | 4  | 32 | 36  | 38  | 4  | 0 | 0  | 0  | 0  |
| 2017–2018  | Toronto Maple Leafs | NHL        | 60  | 5  | 8  | 13  | 31  | 7  | 0 | 2  | 2  | 2  |
| 2018–2019  | Toronto Maple Leafs | NHL        | 81  | 3  | 11 | 14  | 18  | 7  | 0 | 0  | 0  | 2  |
| 2019–2020  | Ottawa Senators     | NHL        | 58  | 1  | 11 | 12  | 22  | —  | — | —  | —  | —  |
| 2020–2021  | Ottawa Senators     | NHL        | 55  | 4  | 13 | 17  | 26  | —  | — | —  | —  | —  |
| 2021–2022  | Ottawa Senators     | NHL        | 62  | 2  | 9  | 11  | 28  | —  | — | —  | —  | —  |
| 2022–2023  | Ottawa Senators     | NHL        | 28  | 0  | 5  | 5   | 8   | —  | — | —  | —  | —  |
|            | Belleville Senators | AHL        | 3   | 0  | 0  | 0   | 0   | —  | — | —  | —  | —  |
| NHL totalt | NHL totalt          | NHL totalt | 426 | 19 | 89 | 108 | 171 | 18 | 0 | 2  | 2  | 4  |
| KHL totalt | KHL totalt          | KHL totalt | 317 | 32 | 63 | 95  | 156 | 51 | 7 | 17 | 24 | 49 |
| MHL totalt | MHL totalt          | MHL totalt | 12  | 5  | 3  | 8   | 2   | 1  | 0 | 0  | 0  | 10 |

### Internationellt
| Uppdaterad: 2023-02-23 | Uppdaterad: 2023-02-23 | Uppdaterad: 2023-02-23 |               | Utv = Utvisningsminuter | Utv = Utvisningsminuter | Utv = Utvisningsminuter | Utv = Utvisningsminuter | Utv = Utvisningsminuter |
| År                     | Lag                    | Mästerskap             | Matcher       | Mål                     | Assists                 | Poäng                   | Utv                     |                         |
| ---------------------- | ---------------------- | ---------------------- | ------------- | ----------------------- | ----------------------- | ----------------------- | ----------------------- | ----------------------- |
| 2009                   | Ryssland               | U18-VM                 | 7             | 1                       | 4                       | 5                       | 14                      |                         |
| 2010                   | Ryssland               | JVM                    | 6             | 0                       | 0                       | 0                       | 4                       |                         |
| 2011                   | Ryssland               | JVM                    | 6             | 0                       | 0                       | 0                       | 0                       |                         |
| 2013                   | Ryssland               | VM                     | 3             | 1                       | 0                       | 1                       | 0                       |                         |
| 2016                   | Ryssland               | VM                     | 10            | 1                       | 3                       | 4                       | 2                       |                         |
| 2016                   | Ryssland               | WC                     | 4             | 0                       | 2                       | 2                       | 2                       |                         |
| 2018                   | Ryssland               | VM                     | 8             | 0                       | 8                       | 8                       | 0                       |                         |
| 2019                   | Ryssland               | VM                     | 10            | 2                       | 2                       | 4                       | 0                       |                         |
| Junior totalt          | Junior totalt          | Junior totalt          | Junior totalt | 19                      | 1                       | 4                       | 5                       | 18                      |
| Senior totalt          | Senior totalt          | Senior totalt          | Senior totalt | 35                      | 4                       | 15                      | 19                      | 4                       |

## Meriter

### Internationellt
- 2009 Silvermedalj i U18-VM i ishockey
- 2011 Guldmedalj i JVM